# Чайка, Виктор
Виктор Григорьевич Сигал (11 декабря 1958, Одесса, СССР), более известный как Виктор Чайка — советский и российский эстрадный композитор, поэт-песенник, певец и музыкант. Известен по десяткам песен для А. Глызина («Зимний сад», «Ты не ангел», «То ли воля, то ли неволя»), Т. Овсиенко («Запомни меня», «Капитан», «Красивая девчонка»), И. Аллегровой («Транзитный пассажир», «Сквозняки», «Померещилось») и многих других эстрадных звёзд. Как исполнитель известен по песням «Мона Лиза», «Куда ты денешься». Написал музыку, стихи и стал музыкальным продюсером шоу Б. Моисеева «Дитя порока». Неоднократный номинант и победитель фестиваля «Песня года». Также писал музыку к кинофильмам.

## Биография
Родился 11 декабря 1958 года в Одессе в семье хирурга-травматолога Григория Наумовича Сигала и учителя истории Ларисы Ефимовны Сигал. Окончил музыкальную школу по классу скрипки. Параллельно обучался игре на ударных инструментах, рояле, вибрафоне, гитаре. Уже в 15 лет играл в одесских джазовых и рок-группах. В старших классах общеобразовательной школы создал собственную группу.
В 19 лет был призван в армию и распределён в одну из московских частей. Рядом находился ДК «Москворечье», где Сигал начал заниматься в джазовой студии, в которой в разное время учились И. Фармаковский, О. Чилап и другие музыканты.
Поступил в Московский государственный университет культуры и искусств на эстрадное отделение. В это время женился на Ирине Борисовой. У пары родился сын Алексей. Чтобы прокормить семью, Сигал брался за любую работу. Утром «разносил газеты, днём давал уроки музыки, а вечером играл в ресторане на скрипке».
Выпускные экзамены сдавал экстерном, так как в 1982 году был приглашён в группу «Арсенал» А. Козловым. Несколько лет Сигал работал в группе барабанщиком.
Принимал участие в записи альбома «Своими руками». Считался одним из лучших ударников в стране.
В октябре 1985 года ансамбль «Весёлые ребята» покинул барабанщик Ю. Китаев, и художественный руководитель ансамбля Павел Слободкин пригласил Виктора Сигала на его место. В «Весёлых ребятах» Сигал работал до февраля 1988 года, пока его не сменил Ю. Андреев.
Покинув группу, Сигал начал сотрудничать с Алексеем Глызиным. Для него написал свою первую песню «Зимний сад», премьера которой состоялась на концерте, организованном А. Пугачёвой к Дню защиты детей.
Написав несколько песен для сольного проекта Глызина, стал музыкальным руководителем группы «Ура». За три года сотрудничества Сигал написал для Глызина около двадцати песен, среди которых «Зимний сад», «Пепел любви», «Ты не ангел» и др. В песне «Ты не ангел» использовал мелодию из своей инструментальной композиции «Посвящение Чику Кориа». Творческий псевдоним Чайка (основанный на созвучии еврейской фамилии Сигал с английским seagull — «чайка») он взял в этот период.
В 1991 году Владимир Дубовицкий познакомил Чайку со своей женой, в то время солисткой «Миража», Татьяной Овсиенко. Для неё Чайка записал альбом «Красивая девчонка». Песни попали в музыкальные хит-парады.[какие?] Чайка получил несколько дипломов фестиваля «Песня года» как композитор и как поэт-песенник.
В 1993 году Чайка впервые вышел на сцену в качестве вокалиста с песней «Мона Лиза».
В 1994 году вышел альбом Ирины Аллегровой «Угонщица». Заглавная песня изначально была написана Чайкой для Алёны Апиной.
Осенью 1995 года Чайка стал гастрольным менеджером шведского дуэта Yaki-Da. Группа объездила практически все крупные города СНГ. Впоследствии он привозил на гастроли таких исполнителей как In-Grid, Bad Boys Blue, Boney M.
В январе 1996 года на студии «Союз» вышел сольный альбом Чайки «Куда ты денешься?»
В 1996 году запустил продюсерский проект «Дитя порока» для Бориса Моисеева. Он писал не только музыку к песням альбома, но и тексты. В Москве Моисеев выступал с ней дважды (17—21 апреля во МХАТе имени Горького и 18—20 октября в ГЦКЗ «Россия»). В течение года прошёл тур по городам России.

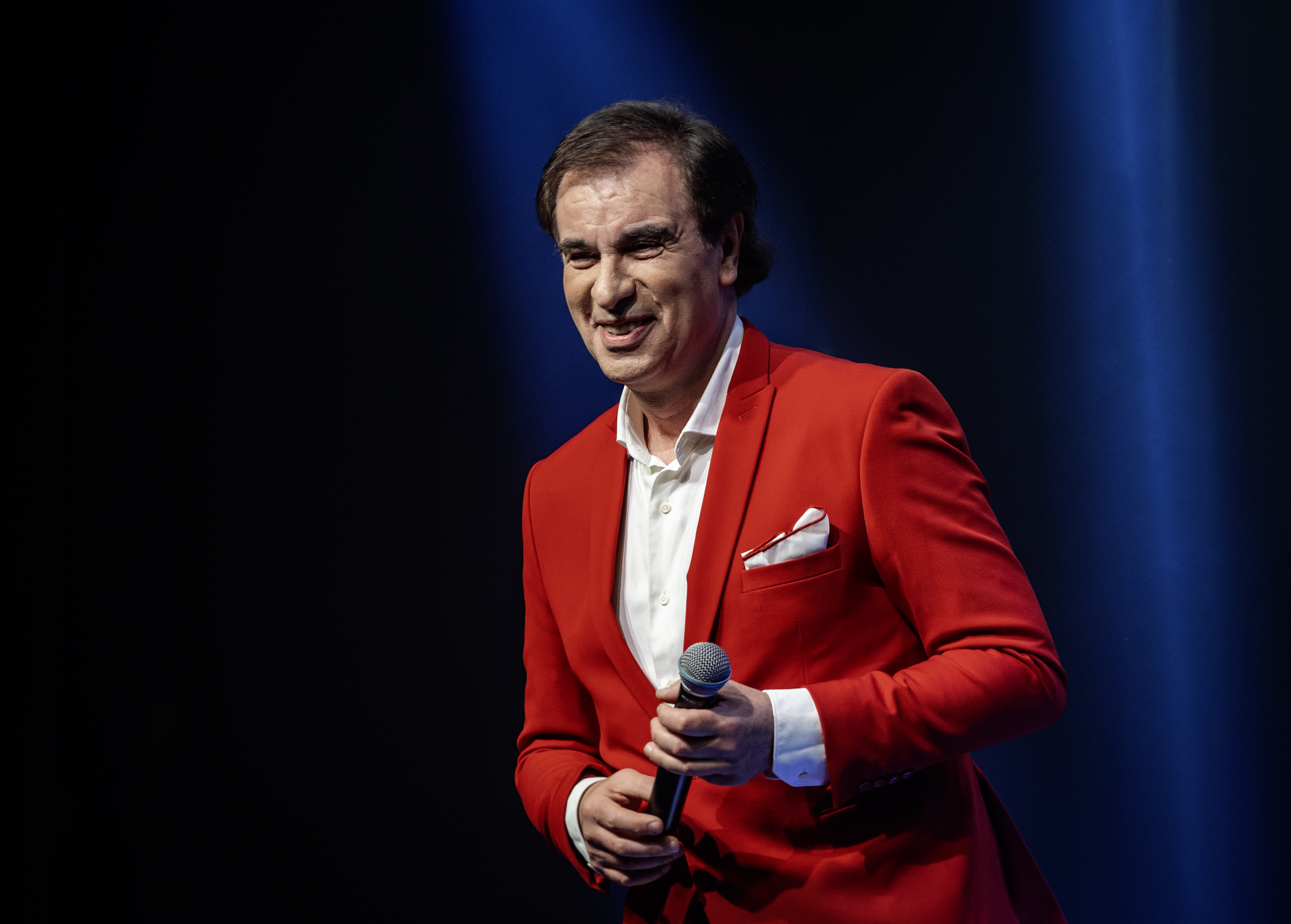
Виктор Чайка. Выступление в Израиле. 2024

Чайка написал несколько песен для певицы Азизы, а вскоре записал свой второй сольный альбом.
В 1997 году выехал на гастроли в США с программой, в которую вошли песни как из сольных альбомов, так и написанные им для других исполнителей.
Вернувшись в Москву, приступил к работе над новым сольным альбомом и материалом для альбома певицы Ольги Фаворской. Ни один из этих проектов не увидел свет из-за критической оценки своей работы самим автором. Песни несколько раз переписывались, но так и не были записаны.
В начале 2000-х Чайка жил в основном в США и писал песни для эмигрировавших за рубеж российских исполнителей. К своему дню рождения он подготовил шоу в ГЦКЗ «Россия» с участием звёзд эстрады и моделей Дома мод Арины Крамер. Впервые на сцену вышел его сын Алексей, в то время студент МГИМО.
В 2003 году Чайка развёлся с женой и вскоре сыграл свадьбу с дочерью предпринимателя Николая Агурбаша.
В 2007 году принимал участие в проекте канала РЕН ТВ. Пластическую операцию по омоложению лица снимали на видео для фильма «Мужская пластика» из документального цикла «Чрезвычайные истории».
Своё пятидесятилетие Чайка отметил в ГЦКЗ «Россия» 13 и 14 декабря 2008 года концертами, в которых приняли участие артисты, для которых он писал песни.
Участвовал в российско-китайском многосерийном фильме «Последний секрет Мастера». Параллельно работал над третьим сольным альбомом.
В 2009 году вновь развёлся. 31 мая 2012 года принял участие в программе «Давай поженимся!» в качестве жениха, но не выбрал кандидатуру из трёх девушек.
В 2016 году женился на поэтессе Полине Соловьёвой, взявшей после свадьбы фамилию Сигал. С ней была написана заглавная песня для нового альбома Чайки «Прижмись ко мне», а также ряд песен для таких исполнителей, как Алексей Глызин (дуэт «Мы»), Валерии («Свет моих глаз» OST «Сказ о Петре и Февронии»), Родиона Газманова («Посмотри в небо») и др.

## Личная жизнь
Сын Алексей Сигал (род. 1981)
Дочь Екатерина Сигал
Жена Полина Сигал. Сын Григорий от жены Полины, род. 15 апреля 2020.
Сын Леонардо от жены Полины, родился 27 ноября 2022 года.
Время от времени практикует вегетерианство.

## Фильмография[12]
- 1988 — «Приморский бульвар» (вокал).
- 1991 — «Влюблённый манекен» (композитор).
- 2010 — «Вирт: игра не по-детски» (композитор).
- 2010 — «Последний секрет Мастера» (композитор, актёр).
- 2016 — «Семья Светофоровых» (композитор, актёр).
- 2017 — «Сказ о Петре и Февронии» (композитор).

## Дискография[13]
- «Я твой пленник» (1992) (Магнитоальбом)
- «Куда ты денешься?» (1995) («Союз») (CD)
- «Москва — Транзит» (1996)
- «Прижмись ко мне» (2016)